# Coupe caribéenne de la CONCACAF 2025
Navigation
Édition précédente Édition suivante
La Coupe caribéenne de la CONCACAF 2024 est la deuxième édition de la principale compétition inter-clubs caribéenne de football.
Cette compétition organisée par la CONCACAF oppose les meilleures équipes des championnats professionnels de l'Union caribéenne de football (UCF ou CFU) et les finalistes du CFU Club Shield 2025.
Le vainqueur de la Coupe caribéenne se qualifie directement pour les huitièmes de finale de la Coupe des champions de la CONCACAF 2026 tandis que le deuxième et troisième rejoignent la compétition au stade du premier tour.

## Format
Les participants à la compétition sont regroupés en deux groupes de cinq équipes. Chaque club joue quatre rencontres, deux à domicile et deux à l'extérieur, face à chacun de ses adversaires. Les deux meilleures équipes de chaque groupe sont qualifiées pour les demi-finales. La phase à élimination directe se dispute sur un format aller-retour des demi-finales à la finale.
À l'issue du tournoi, le vainqueur est directement qualifié pour les huitièmes de finale de la Coupe des champions de la CONCACAF tandis que l'équipe finaliste et le troisième rejoignent le premier tour de cette même compétition.

## Participants
Parmi les 31 associations membres de l'Union caribéenne de football, seules cinq disposent d'un championnat professionnel selon les critères de la CONCACAF.
10 équipes provenant de 5 à 7 nations de l'Union caribéenne de football participent au tournoi : 
- 2 places sont attribuées aux championnats professionels, le Championnat de Jamaïque, le Championnat de République dominicaine et le Championnat de Trinité-et-Tobago ;
- 2 places sont attribuées aux finalistes du CFU Club Shield 2025, sachant que les équipes ayant fini 3e des championnats professionnels ci-dessus peuvent se qualifier ;
- 1 place est attribuée aux championnats professionels, le Championnat d'Haïti et le Championnat du Suriname.

| Jamaïque                    | Jamaïque              | République dominicaine | République dominicaine |
| --------------------------- | --------------------- | ---------------------- | ---------------------- |
| Champion 2024-2025          | Cavalier FC           | Champion 2024          | Cibao FC               |
| 2e du Championnat 2024-2025 | Mount Pleasant FA     | 2e du Championnat 2024 | O&M FC                 |
| Trinité-et-Tobago           | Trinité-et-Tobago     | CFU Club Shield        | CFU Club Shield        |
| Champion 2024-2025          | Defence Force FC      | Vainqueur Tournoi 2025 | Moca FC                |
| 2e du Championnat 2024-2025 | Central FC            | Finaliste Tournoi 2025 | Weymouth Wales FC      |
| Haïti                       | Haïti                 | Suriname               | Suriname               |
| Champion 2025               | FC Juventus des Cayes | Champion 2024          | SV Robinhood           |

| \| Cavalier FC Mount Pleasant FA Cibao FC O&M FC Defence Force FC · Central FC FC Juventus des Cayes SV Robinhood0 Moca FC Weymouth Wales FC \| Localisation des clubs qualifiés pour la compétition. |
| Cavalier FC Mount Pleasant FA Cibao FC O&M FC Defence Force FC · Central FC FC Juventus des Cayes SV Robinhood0 Moca FC Weymouth Wales FC                                                             |

## Calendrier
| Nom                                                    | Matchs simples                                                               | Matchs simples                                                               |
| ------------------------------------------------------ | ---------------------------------------------------------------------------- | ---------------------------------------------------------------------------- |
| Phase de groupes (2025)                                |                                                                              |                                                                              |
| Journées 1 Journées 2 Journées 3 Journées 4 Journées 5 | 19-21 août 26-28 août 16-18 septembre 23-25 septembre 30 septembre-2 octobre | 19-21 août 26-28 août 16-18 septembre 23-25 septembre 30 septembre-2 octobre |
| Nom                                                    | Date aller                                                                   | Date retour                                                                  |
| Phase à élimination directe (2025)                     |                                                                              |                                                                              |
| Demi-finale                                            | 21-23 octobre                                                                | 28-30 octobre                                                                |
| Finale                                                 | 25-27 novembre                                                               | 2-4 décembre                                                                 |

## Phase de groupes

### Format et tirage au sort
Le tirage au sort est effectué au siège de la CONCACAF à Miami, en Floride. Les dix équipes participantes sont réparties en cinq chapeaux de deux clubs, établis en fonction du classement des clubs de la CONCACAF.
| Chapeau 1               | Chapeau 2           | Chapeau 3               |
| ----------------------- | ------------------- | ----------------------- |
| Cibao FC (80e)          | Cavalier FC (91e)   | Defence Force FC (104e) |
| Mount Pleasant FA (86e) | SV Robinhood (101e) | O&M FC (132e)           |

| Chapeau 4                    | Chapeau 5                      |
| ---------------------------- | ------------------------------ |
| FC Juventus des Cayes (136e) | Vainqueur CFU Club Shield 2025 |
| Central FC (168e)            | Finaliste CFU Club Shield 2025 |

### Critères de départage
En cas d'égalité, les critères suivants départagent les équipes :
1. Différence de buts générale
2. Nombre de buts marqués
3. Points lors d'oppositions entre les équipes concernées
4. Différence de buts lors d'oppositions entre les équipes concernées
5. Nombre de buts marqués lors d'oppositions entre les équipes concernées
6. Classement du fair-play
7. Tirage à la pièce

### Classements et Résultats
| Légende des classements - Qualifié pour les demi-finales | 0 | Légende des résultats - Victoire à domicile - Match nul - Victoire à l'extérieur |

#### Groupe A
| Rang | Équipe            | Pts | J | G | N | P | Bp | Bc | Diff |  | Résultats (▼ dom., ► ext.) |   |   |   |   |     |
| ---- | ----------------- | --- | - | - | - | - | -- | -- | ---- |  | -------------------------- | - | - | - | - | --- |
| 1    | Mount Pleasant FA | 3   | 1 | 1 | 0 | 0 | 1  | 0  | +1   |  | Mount Pleasant FA          |   | - |   |   | 1-0 |
| 2    | O&M FC            | 0   | 0 | 0 | 0 | 0 | 0  | 0  | 0    |  | O&M FC                     |   |   | - | - |     |
| 3    | Central FC        | 0   | 0 | 0 | 0 | 0 | 0  | 0  | 0    |  | Central FC                 | - |   |   | - |     |
| 4    | Moca FC           | 0   | 0 | 0 | 0 | 0 | 0  | 0  | 0    |  | Moca FC                    | - |   |   |   | -   |
| 5    | SV Robinhood      | 0   | 1 | 0 | 0 | 1 | 0  | 1  | -1   |  | SV Robinhood               |   | - | - |   |     |

#### Groupe B
| Rang | Équipe                | Pts | J | G | N | P | Bp | Bc | Diff |  | Résultats (▼ dom., ► ext.) |   |   |   |   |     |
| ---- | --------------------- | --- | - | - | - | - | -- | -- | ---- |  | -------------------------- | - | - | - | - | --- |
| 1    | Cibao FC              | 3   | 1 | 1 | 0 | 0 | 2  | 0  | +2   |  | Cibao FC                   |   | - |   |   | 2-0 |
| 2    | Defence Force FC      | 0   | 0 | 0 | 0 | 0 | 0  | 0  | 0    |  | Defence Force FC           |   |   | - | - |     |
| 3    | FC Juventus des Cayes | 0   | 0 | 0 | 0 | 0 | 0  | 0  | 0    |  | FC Juventus des Cayes      | - |   |   | - |     |
| 4    | Weymouth Wales FC     | 0   | 0 | 0 | 0 | 0 | 0  | 0  | 0    |  | Weymouth Wales FC          | - |   |   |   | -   |
| 5    | Cavalier FC           | 0   | 1 | 0 | 0 | 1 | 0  | 2  | -2   |  | Cavalier FC                |   | - | - |   |     |

## Phase finale

### Tableau
|  | Demi-finales | Demi-finales                  | Demi-finales | Demi-finales |   |   | Finale | Finale | Finale | Finale |
|  |              |                               |              |              |   |   |        |        |        |        |
|  |              |                               |              |              |   |   |        |        |        |        |
|  | 1er gr.A     |                               | 0            | 0            |   |   |        |        |        |        |
|  | 1er gr.A     |                               | 0            | 0            |   |   |        |        |        |        |
|  | 2e gr.B      |                               | 0            | 0            |   |   |        |        |        |        |
|  | 2e gr.B      |                               |              | 0            | 0 | 0 |        |        |        |        |
|  |              |                               |              |              | 0 | 0 |        |        |        |        |
|  |              |                               |              |              | 0 | 0 |        |        |        |        |
|  | 1er gr.B     |                               | 0            | 0            | 0 | 0 |        |        |        |        |
|  | 1er gr.B     |                               | 0            | 0            |   |   |        |        |        |        |
|  | 2e gr.A      |                               | 0            | 0            |   |   |        |        |        |        |
|  | 2e gr.A      | Match pour la troisième place | 0            | 0            |   |   |        |        |        |        |
|  |              |                               |              |              |   |   |        |        |        |        |
|  |              |                               |              |              |   |   |        |        |        |        |
|  |              |                               | 0            | 0            |   |   |        |        |        |        |
|  |              |                               | 0            | 0            |   |   |        |        |        |        |
|  |              |                               | 0            | 0            |   |   |        |        |        |        |
|  |              |                               | 0            | 0            |   |   |        |        |        |        |

### Demi-finales
| Équipe | Aller | Total | Retour | Équipe |
| ------ | ----- | ----- | ------ | ------ |
|        | -     | -     | -      |        |
|        | -     | -     | -      |        |

### Match pour la troisième place
| Match aller |  | - |  |             |
|             |  |   |  | Arbitrage : |

| Match retour |  | - |  |             |
|              |  |   |  | Arbitrage : |

### Finale
| Match aller |  | - |  |             |
|             |  |   |  | Arbitrage : |

| Match retour |  | - |  |             |
|              |  |   |  | Arbitrage : |